# Appreciation Index
L’Appreciation Index (AI) ou Audience Appreciation Index est un score sur 100 utilisé comme indicateur de l'appréciation du public pour un programme télévisuel ou radiophonique au Royaume-Uni.
Initialement noté par le Broadcasters' Audience Research Board (BARB), il est aujourd'hui calculé par GfK NOP, supervisé par l’unité d’appréciation de la télévision de la BBC.

## Méthode
Un panel de 20 000 personnes est interrogé chaque jour : il leur est demandé de noter les émissions qu'elles ont regardées et de répondre à certaines questions plus précises.